# 杜格尔德·斯图尔特纪念亭

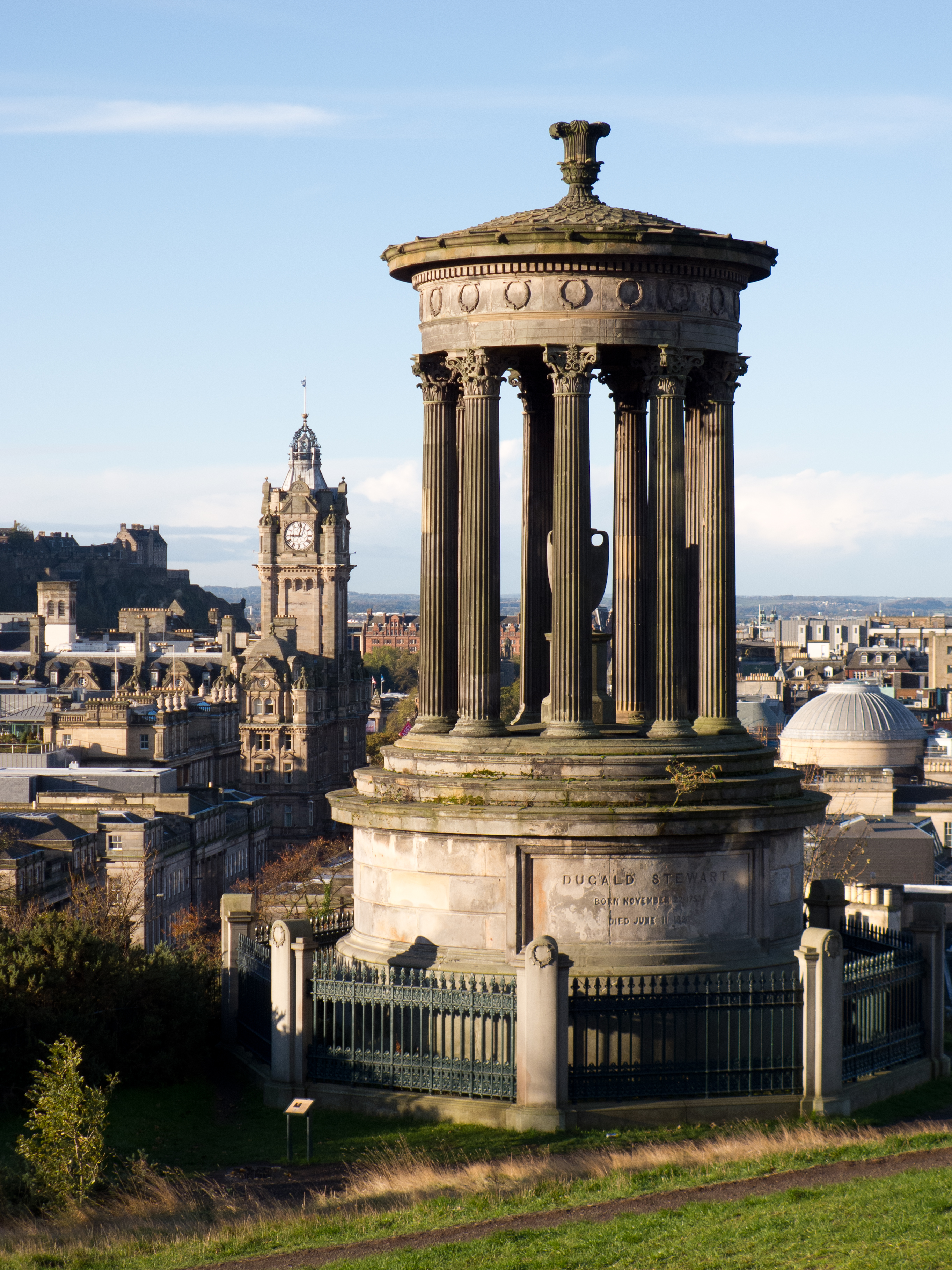
杜格尔德·斯图尔特纪念亭

杜格尔德·斯图尔特纪念亭（Dugald Stewart Monument）是纪念苏格兰哲学家杜格尔德·斯图尔特（1753–1828）的建筑，为新古典主义风格，位于俯瞰爱丁堡市中心的卡尔顿山山顶。
杜格尔德·斯图尔特是爱丁堡大学教授，苏格兰启蒙运动的关键人物，从1786年直到去世讲授道德哲学，爱丁堡皇家学会选择这个地点，修筑这座纪念亭。这座纪念亭建于1831年，出自建筑师威廉·亨利·普莱费尔的设计，以雅典獎盃亭为蓝本。这种古希腊建筑的例子已由于詹姆斯·斯图尔特和尼古拉斯Revett的《雅典的古迹》（1762年出版）一书而受到广泛的注意。大约在同一时间，附近托马斯·汉密尔顿设计的罗伯特彭斯纪念亭模仿了斯图尔特纪念亭。这座纪念亭是周边地区希腊复兴建筑群的一部分，建筑群还包括国家纪念堂和前皇家中学。杜格尔德·斯图尔特纪念亭被列为登录建筑。 